# Bayport (Flórida)
Bayport é uma Região censo-designada localizada no estado americano de Flórida, no Condado de Hernando.

## Demografia
Segundo o censo americano de 2000, a sua população era de 36 habitantes.

## Geografia
De acordo com o United States Census Bureau tem uma área de 
1,7 km², dos quais 1,7 km² cobertos por terra e 0,0 km² cobertos por água. Bayport localiza-se a aproximadamente 1 m acima do nível do mar.

## Localidades na vizinhança
O diagrama seguinte representa as localidades num raio de 16 km ao redor de Bayport. 